# Wit licht (film)
Wit licht is een Nederlandse dramafilm van regisseur Jean van de Velde. De film ging in december 2008 in première in Nederland.
Na een bewerking tot art-house film kwam de internationale versie van de film in 2009 uit onder de naam The Silent Army en was te zien op het Filmfestival van Cannes.

## Locaties en achtergrond
De film werd tot eind mei 2008 opgenomen op verschillende locaties in Afrika, waaronder Oeganda en Zuid-Afrika. De initiatiefnemer voor de film is de hoofdrolspeler Marco Borsato. Hij raakte geïnteresseerd in de filmwereld toen hij voor zijn album Zien een serie videoclips maakte. Samen met zijn manager Paul Brinks bedacht hij dat het maken van een film het volgende hoofdstuk in zijn carrière moest zijn. Andere scenario's die hij kreeg opgestuurd wees hij af omdat hij er geen binding mee had. Uiteindelijk schreef een vriendin, Sandra Nagtzaam (ook de eerste manager van Marco), een verhaal dat bij Borsato paste. Veel onderdelen van het filmscenario zijn gebaseerd op waargebeurde verhalen. Borsato was toen al tien jaar ambassadeur van War Child en het onderwerp kindsoldaten is iets waar Borsato op zijn reizen naar oorlogsgebieden vaak mee te maken kreeg. De zanger ging met het verhaal naar regisseur Jean van de Velde, die het filmscenario schreef. Van de Velde vroeg Borsato vervolgens voor de hoofdrol van de film.

## Rolverdeling
| Acteur              | Personage          |
| ------------------- | ------------------ |
| Marco Borsato       | Eduard Zuiderwijk  |
| Thekla Reuten       | Valerie            |
| Ricky Koole         | Anna Zuiderwijk    |
| Jacqueline Blom     | Agnes van Dam      |
| Peter Van den Begin | François Lama      |
| Andrew Kintu        | Abu                |
| Abby Mukiibi Nkaaga | Michel Obeke       |
| Adrian Galley       | Ruud van Kalenberg |
| Sam Okello          | Abu's vader        |
| Siebe Schoneveld    | Thomas Zuiderwijk  |
| Frederick Mpuuga    | commandant         |

## Verhaal
Eduard Zuiderwijk (Marco Borsato) baat in Afrika een restaurant uit. Nadat hij zijn vrouw er 's avonds op uitstuurt om over een slechte weg een taart na te gaan bezorgen die vergeten was, overlijdt zij bij een ongeluk. Een jaar later wordt de politieke situatie in het Afrikaanse land instabiel. Abu (Andrew Kintu), de beste vriend van Eduards zoontje Thomas (Siebe Schoneveld), wordt gekidnapt en wordt onder bedreiging met de dood opgeleid tot, en ingezet als kindsoldaat, onder leiding van de wrede rebellenleider Obeke (Abby Mukiibi Nkaaga). Abu wordt zelfs gedwongen zijn vader te doden.
Thomas wil dat Eduard gaat proberen Abu vrij te krijgen. Eerst zegt Eduard dat hij niets kan doen, maar als hij Thomas' verdriet ziet, en terugdenkend aan zijn vrouw zijn verantwoordelijkheid als vader wil waarmaken, besluit hij er toch op uit te gaan. Op Thomas' aandringen mag hij mee. Ze gaan naar een vluchtelingenkamp, waar mensen verblijven die zijn gevlucht voor de rebellen; onderweg moeten ze de auto achterlaten. In het kamp ontmoeten ze Valerie (Thekla Reuten), een Nederlandse vrouw die daar werkt. Terwijl Thomas bij haar blijft leent Eduard zonder toestemming een auto van het kamp en gaat verder naar Obeke; deze verblijft met zijn troepen op een bergplateau met een landingsstrip, waar nieuwe wapens worden aangevoerd. Eduards missie blijkt levensgevaarlijk, maar dankzij het feit dat Eduard en Obeke elkaar kennen, doordat de laatste soms kwam eten in het restaurant, en door Obeke te betalen, lijkt Obeke in te stemmen met Abu's vrijlating. Obeke probeert echter Eduard te vergiftigen, maar een jonge vrouw onder de rebellen redt hem door zelf zijn vergiftigde thee te drinken, met de bedoeling die uit te spugen, maar ze is genoodzaakt de thee toch door te slikken omdat Obeke wil laten zien dat ze geen tong meer heeft. Nu ze toch doodgaat brengt ze de gebrachte munitie tot ontploffing. Eduard ziet kans om met Abu in het vliegtuig dat wapens heeft aangevoerd te stappen waarmee de piloot snel vertrekt. Ook gaat een Franse journalist mee die Eduard al eerder had ontmoet en die in het geheim blijkt samen te werken met de rebellen.
Abu wil eerst niet eens weg, doordat hij is gehersenspoeld en mogelijk doordat hij wegens zijn daden, ook al waren die gedwongen, zijn moeder niet meer onder ogen durft te komen. In het vliegtuig probeert hij de piloot te dwingen terug te keren. De journalist probeert Eduard uit het vliegtuig te gooien, maar Eduard lukt het om dat met hem te doen, zodat hij te pletter valt.
Abu komt in een rehabilitatie- en deprogrammeringskamp, en maanden later wordt hij met zijn moeder herenigd.

## Trivia
- Naar aanleiding van deze film, maakte Marco Borsato een single met de naam Wit Licht, onderdeel van een album met dezelfde naam. Ook zijn concertreeks in het GelreDome van 2008 had de naam "Wit Licht". Hoewel het album en concertreeks ook ‘Wit Licht’ heten, is dit geen soundtrack. Wel zijn de liedjes geïnspireerd door emoties en thema’s uit de film.
- Zijn werk voor de stichting War Child heeft hem geïnspireerd om voor dit verhaal te kiezen, vertelt Borsato tijdens de eerste persconferentie in maart 2008.[6]
- Jean van de Velde werd in Bukavu, Congo geboren; is zelf opgegroeid in Afrika en heeft persoonlijke ervaringen met de problematiek van het continent.
- De bekende Oegandese acteur die de vader van Abu speelt in de film, is in het echt ook zijn echte vader.[7]
- Tijdens de opnames in Zuid-Afrika is de set overvallen. De overvallers hadden het gemunt op een huis in Zuid-Afrika waar crewleden van de productie sliepen.[8]
- Een groot deel van de opnames is gefilmd in Port Saint Johns, aan de oostelijke Wild Coast in Zuid-Afrika.[9]  Port Saint Johns is een geïsoleerd kustplaatsje in de Zuid-Afrikaanse Transkei, waar vele excentriekelingen zijn neergestreken. Ooit werd er tabak verbouwd, nu vooral dagga (cannabis). Wilde oerwouden, gapende afgronden en prachtige vergezichten, maar vooral een verlaten vliegveld boven op een berg waren reden om voor deze locatie te kiezen.
- Meer dan 150 man is er neergestreken in Port Saint John; meer dan 1400 lokale mensen zijn als figuranten ingezet; wat veel roering bracht (maar ook werkgelegenheid) in het anders zo slaperige stadje.[10]
- Opnames van de film zijn ook gemaakt Oeganda, in een gebied waar net een oorlog voorbij is en waar de vrede nog niet is getekend. Als figuranten spelen honderden mensen mee die de oorlog hebben meegemaakt. Borsato: "De spanning op hun gezichten is echt. We hebben ook gefilmd in vluchtelingenkampen. Dat geeft de film authenticiteit. Het is spannend en aangrijpend, een echt verhaal".[6]